# NK-15
Le NK-15 (indice GRAU : 11D51) est un moteur-fusée à ergols liquides, dérivé du NK-9, mis au point par la société Kouznetsov, entre 1962 et 1967, pour le premier étage du lanceur N-1. 30 exemplaires étaient utilisés pour le premier étage et 8, avec une tuyère agrandie pour le vol à haute altitude, pour le second. Le premier test a eu lieu en décembre 1963. Le premier lancement de la fusée a eu lieu en 1969, le dernier en 1972. Ce moteur brûlait un mélange d'oxygène liquide et de kérosène.
Après les quatre vols des N-1, tous des échecs à la suite de ses multiples défauts de conception, le moteur NK-33 qui en est une version fiabilisée permettant de multiples essais de résistance à la chaleur avec une durée de vie augmentée, le remplaça dans les chaînes de montage pour une utilisation dans une version améliorée du lanceur, la N1F, mais le programme fut annulé et les chances de voir un soviétique sur la lune, disparues.

## Versions du NK-15
NK-15V (indice GRAU 11D52) est une version optimisée pour la haute altitude du NK-15 à forte expansion de la tuyère, créée simultanément pour le deuxième étage de la fusé N-1 (8 moteurs).